# 维尔纳·施特克尔
维尔纳·施特克尔（德語：Werner Stöckl，1952年6月28日—），罗马尼亚男子手球运动员。他曾代表罗马尼亚国家队参加1972年和1976年夏季奥林匹克运动会手球比赛，获得一枚银牌和一枚铜牌。